# Top Girls Fassa Bortolo
La Top Girls Fassa Bortolo è una squadra femminile italiana di ciclismo su strada con licenza di UCI Women's Continental Team. Attiva dal 1994, ha sede a Spresiano ed è presieduta da Patrizia Zanette, moglie del fondatore e direttore sportivo del team, Lucio Rigato.

## Storia
Il team Top Girls viene fondato nel 1994 a Spresiano, in provincia di Treviso, da Lucio Rigato. Sponsor storico è Fassa Bortolo, azienda di prodotti per l'edilizia con sede nella stessa Spresiano, supportato dal telaista villorbese Pinarello. Dal team, da sempre orientato alla valorizzazione di giovani cicliste italiane, sono passate all'inizio della loro carriera, tra le altre, Giorgia Bronzini, Tatiana Guderzo (entrambe campionesse del mondo su strada), Annalisa Cucinotta, Marta Tagliaferro, Elena Berlato, Elisa Longo Borghini (medagliata olimpica e mondiale) e Simona Frapporti.
Nella stagione 2010 Fassa Bortolo è affiancata nella sponsorizzazione da Ghezzi S.p.A., azienda parmense operante nel settore della lavorazione di acciaio inox. Con Ghezzi, che nel 2009 supportava la Selle Italia-Ghezzi, arrivano per quella stagione anche il direttore sportivo lombardo Walter Zini e tre atlete, Sigrid Corneo, Gloria Presti e Silvia Valsecchi; Zini, Corneo e le atlete daranno poi vita nel 2012 a un nuovo team, la BePink. Nel 2012, con la sponsorizzazione dell'azienda brianzola Servetto, il team assume il nome di Fassa Bortolo-Servetto.
Nelle stagioni seguenti vestono la maglia Top Girls altre atlete poi affermatesi con la Nazionale italiana: tra esse Barbara Guarischi (2012), Francesca Cauz (2012-2014, 2018), Soraya Paladin (2014-2016) e Nadia Quagliotto (2016-2018).

## Cronistoria

### Annuario
| Anno | Codice | Nome                              | Cat. | Biciclette | Dirigenza                                                                                                |
| ---- | ------ | --------------------------------- | ---- | ---------- | --- |
| 2005 | TOG    | Top Girls Fassa Bortolo-Raxy Line | WT   | Pinarello  | Manager: Patrizia Zanette Dir. sportivi: Lucio Rigato, Fortunato Lacquaniti, Roberto Visentin            |
| 2006 | TOG    | Top Girls Fassa Bortolo-Raxy Line | WT   | Pinarello  | Manager: Patrizia Zanette Dir. sportivi: Lucio Rigato, Fortunato Lacquaniti, Roberto Visentin            |
| 2007 | TOG    | Top Girls Fassa Bortolo-Raxy Line | WT   | Pinarello  | Manager: Patrizia Zanette Dir. sportivi: Lucio Rigato, Roberto Visentin                                  |
| 2008 | TOG    | Top Girls Fassa Bortolo-Raxy Line | WT   | Pinarello  | Manager: Cristina Rigato Dir. sportivi: Lucio Rigato, Roberto Visentin                                   |
| 2009 | TOG    | Top Girls Fassa Bortolo-Raxy Line | WT   | Pinarello  | Manager: Roberto Visentin Dir. sportivi: Lucio Rigato                                                    |
| 2010 | TOG    | Top Girls Fassa Bortolo-Ghezzi    | WT   | Pinarello  | Manager: Cristina Rigato Dir. sportivi: Lucio Rigato, Roberto Visentin, Walter Zini                      |
| 2011 | TOG    | Top Girls Fassa Bortolo           | WT   | Pinarello  | Manager: Cristina Rigato Dir. sportivi: Lucio Rigato                                                     |
| 2012 | TOG    | Fassa Bortolo-Servetto            | WT   | Pinarello  | Manager: Cristina Rigato Dir. sportivi: Lucio Rigato, Marco Follina, Laura Pisaneschi, Roberto Visentin  |
| 2013 | TOG    | Top Girls Fassa Bortolo           | WT   | Pinarello  | Manager: Patrizia Zanette Dir. sportivi: Lucio Rigato, Marco Follina, Laura Pisaneschi, Roberto Visentin |
| 2014 | TOG    | Top Girls Fassa Bortolo           | WT   | Pinarello  | Manager: Patrizia Zanette Dir. sportivi: Lucio Rigato, Marco Follina, Laura Pisaneschi                   |
| 2015 | TOG    | Top Girls Fassa Bortolo           | WT   | Pinarello  | Manager: Patrizia Zanette Dir. sportivi: Lucio Rigato, Marco Follina, Laura Pisaneschi                   |
| 2016 | TOG    | Top Girls Fassa Bortolo           | WT   | Pinarello  | Manager: Patrizia Zanette Dir. sportivi: Lucio Rigato, Massimo Cisotto, Marco Follina, Laura Pisaneschi  |
| 2017 | TOP    | Top Girls Fassa Bortolo           | WT   | Pinarello  | Manager: Patrizia Zanette Dir. sportivi: Lucio Rigato, Massimo Cisotto, Marco Follina, Laura Pisaneschi  |
| 2018 | TOP    | Top Girls Fassa Bortolo           | WT   | Pinarello  | Manager: Patrizia Zanette Dir. sportivi: Lucio Rigato, Massimo Cisotto, Laura Pisaneschi, Matteo Varago  |
| 2019 | TOP    | Top Girls Fassa Bortolo           | WT   | Pinarello  | Manager: Patrizia Zanette Dir. sportivi: Lucio Rigato, Marco Follina, Matteo Varago                      |
| 2020 | TOP    | Top Girls Fassa Bortolo           | CTW  | Pinarello  | Manager: Patrizia Zanette Dir. sportivi: Lucio Rigato, Marco Follina, Davide Gani, Matteo Varago         |
| 2021 | TOP    | Top Girls Fassa Bortolo           | CTW  | Pinarello  | Manager: Patrizia Zanette Dir. sportivi: Lucio Rigato, Davide Gani, Matteo Varago                        |
| 2022 | TOP    | Top Girls Fassa Bortolo           | CTW  | Pinarello  | Manager: Patrizia Zanette Dir. sportivi: Lucio Rigato, Davide Gani, Matteo Varago                        |

### Classifiche UCI
Aggiornato al 31 dicembre 2017.
| Anno | Class.     | Pos. | Migliore cl. individuale          |
| ---- | ---------- | ---- | --------------------------------- |
| 2005 | World Cal. | 19º  | Tatiana Guderzo (44ª)             |
| 2005 | World Cup  | ?    | Tatiana Guderzo (34ª)             |
| 2006 | World Cal. | 9º   | Fabiana Luperini (19ª)            |
| 2006 | World Cup  | 20º  | Eneritz Iturriagaechevarria (68ª) |
| 2007 | World Cal. | 38º  | Anna Farina (254ª)                |
| 2008 | World Cal. | 28º  | Alessandra D'Ettorre (126ª)       |
| 2009 | World Cal. | 23º  | Alessandra D'Ettorre (91ª)        |
| 2009 | World Cup  | 20º  | Alessandra D'Ettorre (63ª)        |
| 2010 | World Cal. | 12º  | Alessandra D'Ettorre (43ª)        |
| 2010 | World Cup  | 11º  | Elena Berlato (21ª)               |
| 2011 | World Cal. | 17º  | Elena Berlato (62ª)               |
| 2011 | World Cup  | 10º  | Elena Berlato (15ª)               |
| 2012 | World Cal. | 29º  | Barbara Guarischi (79ª)           |
| 2013 | World Cal. | 22º  | Francesca Cauz (36ª)              |
| 2014 | World Cal. | 30º  | Francesca Cauz (328ª)             |
| 2014 | World Cup  | 23º  | Francesca Cauz (91ª)              |
| 2015 | World Cal. | 30º  | Chiara Pierobon (203ª)            |
| 2016 | World Cal. | 26º  | Soraya Paladin (97ª)              |
| 2016 | World Tour | 32º  | Soraya Paladin (132ª)             |
| 2017 | World Cal. | 41º  | Nadia Quagliotto (245ª)           |

## Palmarès
Aggiornato al 31 dicembre 2017.

### Grandi Giri
- Giro d'Italia

Partecipazioni: 17 (2005, 2006, 2007, 2008, 2009, 2010, 2011, 2012, 2013, 2014, 2015, 2016, 2017, 2018, 2019, 2020, 2021)
Vittorie di tappa: 0
Vittorie finali: 0
Altre classifiche: 3
2006: Squadre
2011: Giovani (Elena Berlato)
2013: Giovani (Francesca Cauz)
- Grande Boucle

Partecipazioni: 0

### Campionati nazionali
- Campionati italiani: 2

In linea: 2006 (Fabiana Luperini)
Cronometro: 2005 (Tatiana Guderzo)
- Campionati spagnoli: 1

Cronometro: 2006 (Eneritz Iturriagaechevarria)

## Organico 2022
Aggiornato al 6 febbraio 2022.

### Staff tecnico
|  | Naz.              | Ruolo | Sportivo         |  |  |  |
|  | ----------------- | ----- | ---------------- |  |  |  |
|  | Italia (bandiera) | P     | Patrizia Zanette |  |  |  |
|  | Italia (bandiera) | DS    | Lucio Rigato     |  |  |  |
|  | Italia (bandiera) | DS    | Davide Gani      |  |  |  |
|  | Italia (bandiera) | DS    | Matteo Varago    |  |  |  |

### Rosa
|  | Naz.              |  | Sportivo            | Anno |  |  |
|  | ----------------- |  | ------------------- | ---- |  |  |
|  | Italia (bandiera) |  | Giorgia Bariani     | 2000 |  |  |
|  | Italia (bandiera) |  | Virginia Bortoli    | 2003 |  |  |
|  | Italia (bandiera) |  | Tatiana Guderzo     | 1984 |  |  |
|  | Italia (bandiera) |  | Greta Marturano     | 1998 |  |  |
|  | Italia (bandiera) |  | Vanessa Michieletto | 2002 |  |  |
|  | Italia (bandiera) |  | Iris Monticolo      | 2000 |  |  |
|  | Italia (bandiera) |  | Alice Palazzi       | 2002 |  |  |
|  | Italia (bandiera) |  | Debora Silvestri    | 1998 |  |  |
|  | Italia (bandiera) |  | Cristina Tonetti    | 2002 |  |  |
|  | Italia (bandiera) |  | Giorgia Vettorello  | 2000 |  |  |
|  | Italia (bandiera) |  | Alessia Vigilia     | 1999 |  |  |